# Matata Ponyo Mapon
Pour les articles homonymes, voir Matata.
Matata Ponyo Mapon, né le 5 juin 1964 à Kindu (province du Maniema, RDC), est un haut fonctionnaire, professeur d'université et homme d'État kino-congolais, Premier ministre du 18 avril 2012 au 20 décembre 2016.
De 2003 à 2010, il devient directeur général du Bureau central de coordination (BCECO) où il coordonne les financements des bailleurs de fonds destinés à la reconstruction de la république démocratique du Congo. Le 19 février 2010, il devient ministre des Finances jusqu'en avril 2012. Il est le président du conseil d'administration d'un think tank dénommé Congo Challenge et d’une organisation non gouvernementale (Fondation Mapon) qui finance des œuvres caritatives dans les secteurs de la santé, de l’éducation et du développement communautaire depuis 2017.
Condamné pour corruption en 2025, il s'enfuit du pays avant d'être arrêté.

## Biographie

### Jeunesse et études
Il commence ses études à l'école primaire Mwanga (ex Saint-Gaston) en 1970 à Kindu. Il obtient son certificat d'école primaire à l'école Tuendelee en 1976 dans la même ville. En 1983, il décroche son diplôme d'État à l'Institut Bwindi à Bukavu en section commerciale et administrative. La même année, il commence ses études à l'université de Lubumbashi et obtient son diplôme de graduat en sciences économiques en 1986.
Il rejoint la même année l'université de Kinshasa qui le proclame en 1 988 licencié en sciences économiques, option économie monétaire et internationale. Son second cycle d'études universitaires a été sanctionné en 1988 par la rédaction, sous la direction du professeur Kabamba Ntenta, d'un mémoire portant sur le flottement du taux de change en république démocratique du Congo, autrefois Zaïre.
En 2016, il obtient son diplôme d'études approfondies (DEA) en économie de développement à l’université de Kinshasa.
Directement après, il s'est engagé dans la rédaction de sa thèse de doctorat intitulée « la qualité de l'ajustement budgétaire et croissance économique en RDC ». En février 2018, il est proclamé docteur en sciences économiques de l’université protestante au Congo où il enseigne, depuis janvier 2019, les cours de politique économique et des grandes questions monétaires des pays en développement.

### Carrière professionnelle
De 1988 -1995, il assiste le professeur Tshiunza Mbiye dans les enseignements d’économie monétaire internationale à l'université de Kinshasa. Il adjoint à ses connaissances théoriques son expérience de banquier central pour donner un contenu pratique aux enseignements assurés. Dans le cadre de ses activités scientifiques, Matata Ponyo se spécialise dans l'analyse macroéconomique, la conduite des politiques budgétaire et monétaire et s'intéresse spécialement aux questions de développement économique, de bonne gouvernance, du climat des affaires et de mobilisation des recettes publiques.

#### Cadre à la Banque centrale du Congo (1988 à 2000)
De 1988 à 2000, il travaille au sein de la Banque centrale du Congo (BCC) comme économiste. Il s’occupe notamment de la politique du crédit à la direction du crédit, puis de la monnaie et des comptes nationaux à la direction des études. Il est membre du comité de politique monétaire et effectue plusieurs stages de perfectionnement, notamment à la Banque de France, à la banque centrale du Pérou, au Fonds monétaire international, et dans plusieurs autres pays et institutions. Il voyage beaucoup dans le cadre des réunions internationales où il représente son pays.

#### Conseiller au ministère des Finances (2000 à 2003)
De 2000 à 2003, il est conseiller au ministère des Finances chargé des questions macro-économiques et des relations avec les institutions internationales. Il travaille étroitement à la création du BCECO dont il devient le premier président du comité de pilotage. Il participe à l'élaboration et au suivi du programme économique du gouvernement qui permet d’arrêter l'hyperinflation qui ravage l'économie congolaise depuis le début des années 1990.

#### Directeur général du Bureau central de coordination BCECO (2003 à 2010)
En octobre 2003, il est nommé directeur général du BCECO. C’est la principale agence gouvernementale d’exécution des projets financés par les bailleurs des fonds mis en place en 2001 au lendemain de la reprise de la coopération structurelle entre la RDC et la communauté internationale. Le BCECO, sous tutelle du ministère des Finances, exécute des projets dans les divers secteurs de la vie nationale (éducation, santé, développement communautaire, infrastructures routières, protection sociale, énergie électrique, etc.). Parmi les principaux bailleurs des fonds, on retrouve la Banque mondiale, la Banque africaine de développement, l'Union européenne et la BEI.

#### Ministre des Finances (2010 - 2012)
En février 2010, il prend les commandes du ministère des Finances jusqu'au 18 avril 2012, date à laquelle il est nommé Premier ministre. Il rejoint ce ministère alors que le pays vient de conclure un programme avec le FMI dans le cadre de l'Initiative en faveur des pays pauvres très endettés (IPPTE). Dans un contexte économique international marqué par les effets pervers de la crise financière, il redresse les principaux équilibres de l'économie nationale jadis rompus. Il mène à terme avec succès la première revue du programme économique. Ce qui permet à la RDC d'atteindre le point d'achèvement en juin 2010 induisant l'effacement de plus ou moins 10 milliards de dollars de la dette extérieure du pays.
Sous sa nomination, plusieurs réformes sont menées dont certaines aboutissent à des lois, notamment un nouveau code des douanes, la loi sur les finances publiques, le nouveau code des marchés publics, la taxe sur la valeur ajoutée… Après l’atteinte du point d’achèvement, il conduit des négociations avec les pays du Club de Paris et des créanciers commerciaux pour les allègements à consentir dans le cadre de l’IPPTE.
Il lance dès 2010 un programme de modernisation et de rajeunissement de l'administration des finances au travers d'un programme de recrutement et de placement des jeunes universitaires congolais, recrutés sur base extrêmement compétitive. En tant que ministre des Finances, il est le président du caucus africain (organisation réunissant tous les ministres des finances de l’Afrique sub-saharienne au Fonds monétaire international et à la Banque mondiale), et président du conseil des gouverneurs de l'ACA (Agence pour l'assurance du commerce en Afrique) basée à Nairobi au Kenya.
Il met en place, en 2011, une équipe stratégique responsable de Doing Business en vue d’accompagner l'amélioration du climat des affaires qui constitue un des axes clés de sa politique. Il mène aussi une lutte contre la corruption et la fraude dans la gestion des finances publiques. Ce qui permet de presque doubler les recettes publiques en trois ans. Le financement des projets sociaux et des infrastructures est alors assuré en partie par des ressources internes.

#### Premier ministre (2012-2016)
Nommé Premier ministre en avril 2012, il assigne cinq objectifs principaux à son programme économique : (1) poursuivre et finaliser les réformes institutionnelles en vue de renforcer l’efficacité de l'État ; (2) consolider la stabilité du cadre macroéconomique et relancer la croissance et la création d'emploi ; (3) poursuivre la construction et la modernisation des infrastructures de base : routes, voiries, chemins de fer, voies d'eau, ports et aéroports, écoles et hôpitaux ; (4) améliorer les conditions de vie des populations congolaises, renforcer le capital humain et faire de la société congolaise un vivier de la nouvelle citoyenneté ; et (5) renforcer la diplomatie et la coopération au développement.
Au cours de son mandat de Premier ministre, le pays réalise des performances économiques exceptionnelles. Le taux d’inflation moyen annuel tombe à 3 %  (parfois, le taux est en dessous de 1 % par an), et la croissance économique moyenne annuelle s'élève à 7,7 %. En 2014, le taux de croissance frôle les deux chiffres (9,5 %). Enfin, Matata Ponyo Mapon consolide la bancarisation de la paie publique et engage des réformes visant la diversification de l'économie, notamment dans le secteur agricole. La RDC est alors citée parmi les pays les plus réformateurs et les économies les plus dynamiques du monde. Elle gagne beaucoup de place dans le classement de l'indice du développement humain publié par le PNUD.

#### Chef de mission (décembre 2018)
Désigné par le président de la Commission de l'Union africaine pour diriger la mission d'observation des élections législatives du 20 décembre 2018 au Togo, il a des entretiens avec les différentes parties prenantes y compris, les officiels du gouvernement et ceux chargés des élections, les candidats et partis politiques, les représentants de la société civile et les médias. Il supervise le déploiement des observateurs dans les différentes circonscriptions électorales du pays pour suivre et évaluer le jour du scrutin.
Depuis février 2019, il réalise des missions d'accompagnement du gouvernement togolais dans la mise en œuvre, le suivi et l'évaluation de sa vision du développement du pays tel que coulé dans le Plan national de développement du Togo 2018-2022. Un appui stratégique et technique au gouvernement dans l'implémentation du programme économique et une communication conséquente aux membres du gouvernement sur le leadership et la gestion axée sur les résultats (GAR),.
En octobre 2020, Moussa Faki, président de la Commission de l'Union africaine, le désigne comme chef de la Mission d'observation de l'élection présidentielle (MOEUA) en Guinée. Sa délégation était composée de 25 observateurs dont des ambassadeurs accrédités auprès de l'Union africaine, des parlementaires panafricains, des responsables des organes de gestion des élections, des organisations de la société civile et des institutions universitaires africaines,,.

#### Affaire du parc agroindustriel de Bukanga Lonzo
Matata Ponyo est accusé en 2020 par l'Inspection générale des Finances de détournements de deniers publics (à hauteur de 205 millions de dollars) et d'association de malfaiteurs durant son mandat de premier ministre. Il lui est reproché d'avoir mis en place plusieurs sociétés contrôlées par des proches pour la gestion du parc agroindustriel de Bukanga Lonzo (dans le Bandundu). Le procureur général près la Cour constitutionnelle demande la levée de son immunité parlementaire alors qu'il est entre-temps devenu sénateur. Le Sénat rejette cette demande le 14 mars 2021 car selon lui c'est au procureur près la Cour de cassation de faire la demande.
En mai 2021, le procureur près la Cour de cassation demande la levée de l'immunité parlementaire de Matata Ponyo pour qu'il puisse être entendu dans cette affaire. Les sénateurs refusent de se prononcer sur cette demande.
Matata Ponyo est jugé devant la Cour constitutionnelle pour détournement de deniers publics dans cette affaire. Mais le 15 novembre 2021, la Cour constitutionnelle se déclare incompétente pour juger Matata Ponyo et ses deux coaccusés, le ministre Patrice Kitebi et l'homme d'affaires sud-africain Kristo Groblert,.
En juin 2022, un nouveau procès s'ouvre devant la Cour de cassation, mais les trois co-accusés rejettent la compétence de la Cour de cassation. En juillet, la Cour de cassation renvoie le procès devant la Cour constitutionnelle,. La Cour constitutionnelle considère en novembre 2022 qu'elle est constitutionnellement autorisée à juger « un ancien Président de la République ou d'un Premier Ministre qui n'est plus en fonction au moment des poursuites ». Ce nouveau procès débute le 21 août 2023. Les ministres Wivine Mumba Matipa et Patrice Kitebi ne font pas partie de la liste des accusés dans ce procès tandis que le gouverneur de la Banque centrale, Deogratias Mutombo, est lui rajouté à la liste des accusés.
Matata Ponyo quitte le pays pour, selon lui, se soigner et demande un report de son procès mais le 16 octobre 2023, la Cour constitutionnelle refuse ce report et annonce que le procès se déroulera « par défaut ».
Le 23 avril 2025, le procureur général près la Cour constitutionnelle requiert 20 ans de prison contre Matata Ponyo dans cette affaire. Matata Ponyo rejette ces accusations et dénonce un procès à caractère politique.
Le 20 mai 2025, la Cour constitutionnelle condamne Matata Ponyo à 10 ans des travaux forcés pour le détournement de plus de 245 millions de dollars destinés au projet du parc agro-industriel de Bukangalonzo.
Matata Ponyo fuit le pays avant son arrestation.

#### Affaire de l'indemnisation des victimes de la zaïrianisation
En 2011, alors qu'il est ministre des Finances, Matata Ponyo est chargé d'indemniser les victimes de la politique de zaïrianisation décrétée par Mobutu Sese Seko dans les années 1970. En juillet 2021, le procureur près la Cour constitutionnelle obtient la levée de l'immunité parlementaire de Matata Ponyo pour pouvoir l'interroger dans cette affaire où il est soupçonné de détournement de fonds (à hauteur de plusieurs millions de dollars). Le président Tshisekedi fait pression pour que le Sénat lève l'immunité de Matata Ponyo,,.
Il est entendu par le parquet près la Cour constitutionnelle et placé sous mandat d'arrêt provisoire le 13 juillet. Matata Ponyo est placé en résidence surveillée.

#### Candidature à l'élection présidentielle de 2023
En mai 2022, Matata Ponyo Mapon fonde un nouveau parti politique, le leadership et gouvernance pour le développement (LGD). Il en est nommé président et candidat à l'élection présidentielle prévue pour 2023.
En mai 2023, Matata Ponya annonce avoir été interdit par le gouvernement d'entrer dans la ville de Kikwit dans le cadre de sa campagne. Il dépose sa candidature à l'élection devant la Commission électorale nationale indépendante en septembre. Celle-ci est acceptée. En novembre 2023, 5 des principaux candidats de l'opposition (Matata Ponyo, Moïse Katumbi, Delly Sesanga, Martin Fayulu et Denis Mukwege) négocient au sein de la coalition Congo ya Makasi pour présenter une candidature unique. Peu après, Matata Ponyo se désiste en faveur de Moïse Katumbi.

### Publications
Matata Ponyo Mapon est auteur des livres suivants :
- (en collaboration avec le professeur Kabuya Kalala) L'espace monétaire kasaïen - Crise de légitimité et de souveraineté monétaire en période d'hyperinflation au Congo, 1993-1997 ; Éditions L'Harmattan, Paris, octobre 1999[43].
- Pour un Congo émergent, Édition Privé, Paris, avril 2016.
- Qualité des institutions et résultats économiques en République démocratique du Congo : 1980-2015, Éditions L'Harmattan, Kinshasa, octobre 2016.
- Recueil des discours du ministre des Finances, Éditions Michel Lafon, Paris, novembre 2016.
- Plaidoyer pour la bonne gouvernance et le développement[44], Éditions Michel Lafon, Paris, novembre 2018.
- Économie politique des malédictions du développement - thèse, antithèse et synthèse:[45], Bruylant, novembre 2024,  (ISBN 9782802775379).

## Distinctions
- Docteur honoris causa de l'université protestante au Congo à Kinshasa en 2016 (Motif : performances économiques exceptionnelles);
- Docteur honoris causa de l'université de Kindu à Kindu en 2017 (Motif : performances économiques exceptionnelle et contribution appréciable à l'existence de l'université de Kindu) ;
- Parrain mondial de l'éducation par le Partenariat mondial pour l'éducation (GPE) à Bruxelles en 2014. (Motif : intérêt et attention accordés au secteur éducatif)[46].

## Vie privée
Matata Ponyo est marié et père de 4 enfants.